# Port lotniczy Saragossa
Port lotniczy Saragossa (hiszp. Aeropuerto de Zaragoza, kod IATA: ZAZ, kod ICAO: LEZG) – lotnisko położone 10 km na zachód od centrum hiszpańskiego miasta Saragossa. Z okazji wystawy Expo 2008 w tymże mieście przeprowadzono całkowitą renowację budowy lotniska, płyty postojowej i terminalu lotniczego. Port ten pełni funkcje zarówno lotniska cywilnego, jak również lotniska militarnego. Siatkę połączeń krajowych i międzynarodowych zapewniają regularne i tanie linie lotnicze. Saragossa jest lotniskiem dynamicznie rozwijającym się a także dużym wsparciem tamtejszego regionu zarówno pod względem ekonomicznym, jak też i politycznym.

## Linie lotnicze i połączenia
| Linia Lotnicza   | Kierunek |
| ---------------- | --- |
| Binter Canarias  | 1. Gran Canaria 2. Teneryfa-Północ |
| Iberia           | Sezonowo: 1. Gran Canaria 2. Ibiza 3. Menorka |
| Ryanair          | 1. Beauvais 2. Mediolan-Bergamo 3. Bruksela-Charleroi 4. Londyn-Stansted 5. Marrakesz 6. Palma de Mallorca 7. Santiago de Compostela Sezonowo: 1. Bolonia 2. Treviso |
| Volotea          | Sezonowo: 1. Menorka |
| Vueling Airlines | 1. Gran Canaria 2. Palma de Mallorca 3. Teneryfa-Północ Sezonowo: 1. Lanzarote 2. Paryż-Orly                                                                         |
| Wizz Air         | 1. Bukareszt 2. Kluż-Napoka |

## Infrastruktura
- 2 równoległe drogi startowe po 3000 i 3718 metrów, są tym samym jednymi z największych w Europie
- 1 terminal pasażerski
- 1080 miejsc parkingowych dla samochodów i 8 autokarów
- 1 terminal cargo
- 14 stanowisk do odprawy (tzw. check-in)